# Tardienta
Tardienta község Spanyolországban, Huesca tartományban. Tardienta Almudévar, Sangarrén, Barbués, Torralba de Aragón és Leciñena községekkel határos. Lakosainak száma 937 fő (2024).

## Népesség
A település népessége az utóbbi években az alábbiak szerint változott:
| Lakosok száma | 1074 | 1072 | 1022 | 1035 | 985  | 1005 | 973  | 961  | 937  | 937  |
|               | 2001 | 2004 | 2007 | 2009 | 2012 | 2014 | 2017 | 2019 | 2022 | 2024 |